# 819

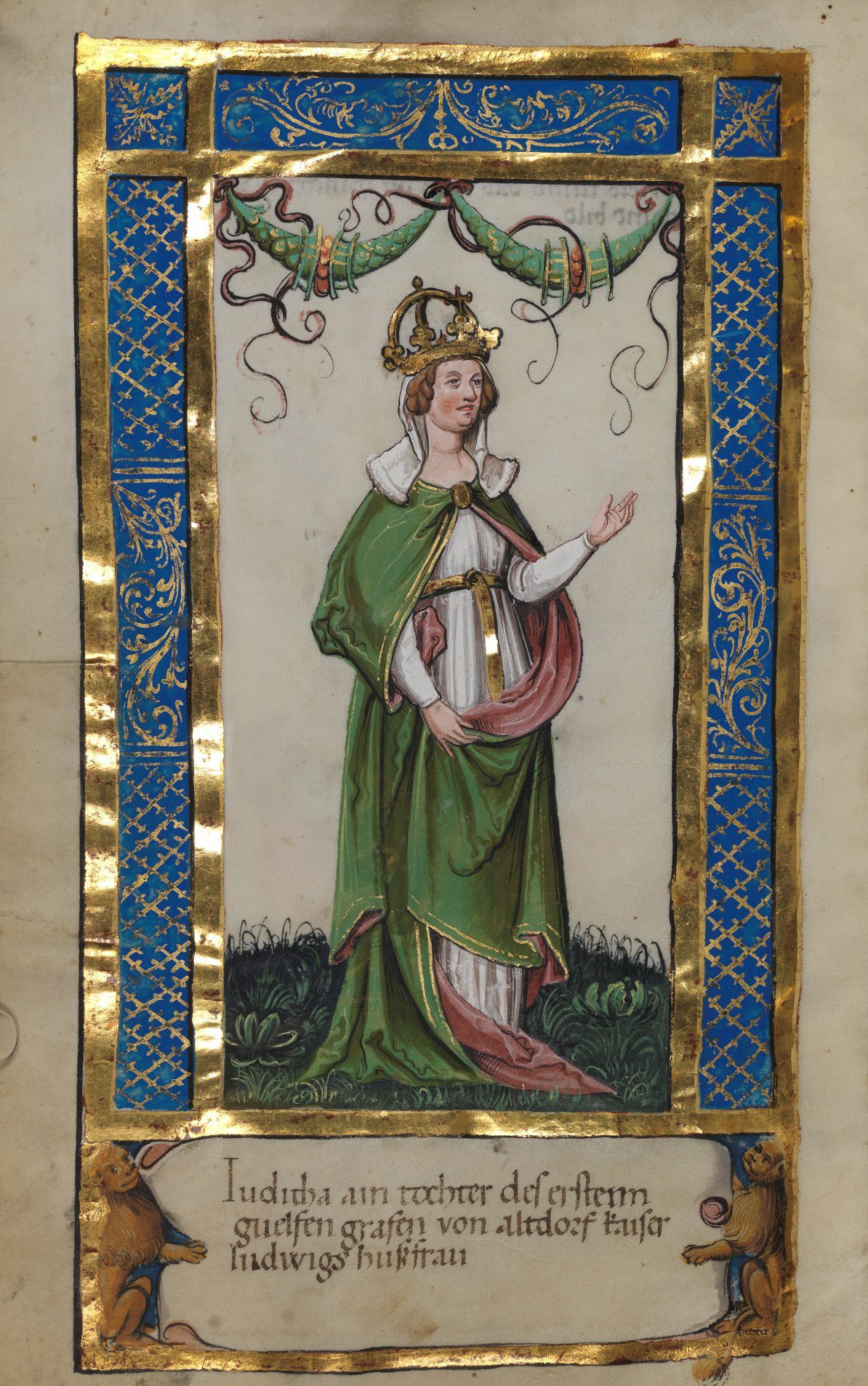
Keizerin Judith van Beieren (805-843)

Het jaar 819 is het 19e jaar in de 9e eeuw volgens de christelijke jaartelling.

## Gebeurtenissen

### Europa
- 1 februari - Keizer Lodewijk I ("de Vrome") treedt in Aken in het huwelijk met Judith van Beieren. Zij is de tweede vrouw van Lodewijk en keizer-gemalin van het Heilige Roomse Rijk.
- De Saksen vallen in opdracht van Lodewijk I Denemarken binnen. Zij dwingen de Deense Viking-vorsten om Harald Klak als mede-koning te accepteren.
- Centulfus I Lupus wordt door Lodewijk I benoemd tot (eerste) burggraaf van Béarn (Aquitanië).

### Arabische Rijk
- In Centraal-Azië komt Saman Khoda aan de macht. Hij vestigt als eerste emir de Perzische dynastie van de Samaniden.

### China
- Keizer Xian Zong bedwingt in een aantal campagnes rebelse gouverneurs in het Chinese Keizerrijk. De strijd put echter de Chinese schatkist uit. (waarschijnlijke datum)

## Religie
- Eerste schriftelijke vermeldingen van Freren en Hattem.

## Geboren
- Martin Hiberniensis, Iers monnik en historicus (overleden 875)

## Overleden
- Lupus III, Frankisch hertog (waarschijnlijke datum)